# 谷正鼎
谷 正鼎（こく せいてい、1903年10月24日〈光緒29年7月初5日〉 - 1974年〈民国63年〉11月1日）は、中華民国の政治家。中国国民党に属し、兄の谷正倫・谷正綱も同党や国民政府で要職に就き、彼らと共に「谷氏三兄弟」と称された。字は銘枢。

## 事跡

### 国民党中央執行委員へ
貴州省立初級師範学校を卒業し、五四運動期間中は貴州学生聯合会主席を務めた。1922年（民国11年）、兄の谷正綱と共にドイツに渡り、ベルリン大学で政治・経済を学んだ。1924年、兄弟で揃って中国国民党に加入する。1925年、やはり正綱と共にソビエト連邦に向かい、モスクワ中山大学で研究に従事した。
1927年（民国16年）8月に帰国し、北伐中の国民革命軍に合流、第26軍政治部主任兼党代表となった。また、中央党部宣伝部秘書、中央委員会設計委員も務めている。北伐完了後の1929年（民国18年）に、北平特別市党部常務委員に任ぜられ、さらに国民政府行政院参事、国難会議会員などを歴任した。1932年（民国21年）5月、鉄道部参事に就任して、10月に同部総務司司長となった。1935年（民国24年）11月、党第5期中央執行委員候補となり、1937年（民国26年）2月に中央執行委員に補充・昇格している。

### 西北工作とその後
同年の日中戦争（抗日戦争）勃発後、谷正鼎は西北地域の工作を担当することになる。西安陸軍軍官学校分校の創設を進め、その後、軍事委員会天水行営政治部主任兼国民党特別党部書記長、陝西省党部主任委員などを歴任した。1944年（民国34年）6月、国民党中央組織部副部長に任命され、翌年、第6期中央執行委員に引き続き選出されている。
戦後、谷正鼎は中央党政軍聯席会議で秘書長に任ぜられた。翌年10月、行政院綏靖区政務委員会委員となり、11月、制憲国民大会代表に選出される。1947年（民国36年）9月、党中央組織部部長に昇進した。国共内戦末期に台湾へ逃れる。以後、第8期から第10期まで党中央評議委員を務めたものの、兄の谷正綱とは対照的に、党でも政府でも要職を得ることは無かった。
1974年（民国63年）11月1日、台北市にて病没。享年72（満71歳）。